# Янис (озеро)
Янис — пресноводное озеро на территории Боровского сельского поселения Калевальского района Республики Карелия.

## Общие сведения
Площадь озера — 1,1 км². Располагается на высоте 144,7 метров над уровнем моря.
Форма озера продолговатая, вытянуто с северо-запада на юго-восток. Берега озера каменисто-песчаные, местами заболоченные.
Из северо-западной оконечности озера вытекает ручей Муртооя, впадающий в озеро Кенто, через которое протекает река Кенто.
Населённые пункты возле озера отсутствуют. Ближайший — посёлок Луусалми — расположен в 28 км к северо-востоку от озера.
Код объекта в государственном водном реестре — 02020000811102000004814.